# ちょこっと☆ばんぱいあ!
『ちょこっと☆ばんぱいあ!』は2006年11月17日にMeteorより発売された18禁恋愛アドベンチャーゲームである。2008年6月26日にはDVD-PG版が発売された。

## ストーリー
（出典：）
主人公・化野洋一は馬飼野市に住む学生である。生まれてから今まで平凡な人生を歩んできた。しかし、市長である洋一の父親が、政治的スキャンダルのために夜逃げをしてから事態は変わる。肉親が失踪して途方に暮れる洋一の元へ、宅配便で棺桶が届けられる。好奇心から恐る恐る蓋を開けると、棺桶の中から美少女が現れる。彼女はアリアと名乗り、自分は吸血鬼の姫であると言う。驚く洋一に、「洋一は魔王の血筋であり次期魔王である」と告げる。アリアは洋一を立派な魔王にし、洋一と結婚をするために彼の元へ来たのだった。さらに洋一の前に、狼少女・リオや天界の刺客・徳川院操などが次々と現れて、平凡だった彼の人生を壊していく。

## 登場人物

### メインキャラクター
化野 洋一（あだしの よういち）
本作の主人公。平凡な人生を送るために地方公務員を目指している。魔王の血を引いており、世襲制によって次期魔王に勝手に就任させられる。
アリア
声 - 一色ヒカル
誕生日 12月20日
身長：158cm B/H/W 83/52/82
洋一の元にやってきた吸血鬼のお姫様。洋一を魔王にするために世話を焼く。性格はお嬢様らしく、高飛車である。しかし世間知らずな一面もある。強気だが実は甘えたがり。
フラン
声 - 斉藤愛子
誕生日 10月4日
身長：135cm B/H/W 65/50/70
組み立て式の人造人間。フィギュアの箱に分解された状態で入っていたところを、洋一によって組み立てられた。それ以来、彼を慕っている。家事も運動も得意だが、あまり体を動かすと体の一部が取れてしまう。プリンが好物でよく食している。
リオ
声 - 民安ともえ
誕生日 9月23日
身長：162cm B/H/W 86/57/87
人狼一族の少女。道端で衰弱していたところを洋一によって助けられた。人狼としては半人前で、変身をしても子犬のような姿にしかなれない。甘えたがりな性格で、洋一によく懐いている。発情期が近い。
徳川院 操（とくがわいん みさお）
声 - 入広瀬巴
尼貝市役所から派遣された魔物ハンター見習いの少女。見習いを脱したいために魔王を退治しようと決意する。魔王を狩るために洋一の前に現れるが、彼を次代の魔王とは信じられず、逆に彼の周りにいる人外から洋一を助けようとする。苦労人であり橋の下にテントを張って暮らしている。
雨宮 香菜（あめみや かな）
声 - ひびきりん
洋一の隣の家に住む幼なじみ。ドジな性格ではあるが、洋一の世話をするのが好きでよく手料理を作る。同年代の少女と比べて性知識が欠けている。

### サブキャラクター
黒羽 麻衣（くろばね まい）
声 - 小田真ゆみ
洋一の悪友。洋一とは長年一緒にいるが、恋愛感情はまったくない。
麻奈（まな）
声 - 小田真ゆみ
尼貝市にある学園の生徒。世話焼きな性格をしている。